# Erwin Nijboer
Erwin Nijboer (Denekamp, Dinkelland, Overijssel, 2 de juny de 1964) és un ciclista neerlandès, ja retirat, que fou professional entre 1985 i 1996. En el seu palmarès destaquen una victòria d'etapa a la Volta a Espanya de 1990 i els Tres dies de La Panne del mateix any. El 2011 fundà l'empresa Lobo Sportswear.

## Palmarès
- 1990
  - 1r als Tres dies de La Panne
  - Vencedor d'una etapa de la Volta a Espanya
- 1993
  - Vencedor d'una etapa de la Volta a Múrcia
- 1994
  - 1r a Mijl van Mares
  - 1r a la Profronde van Almelo
- 1995
  - 1r al Critèrium de Hengelo

### Resultats al Tour de França
- 1986. Abandona (18a etapa)
- 1987. Abandona (21a etapa)
- 1988. Abandona (15a etapa)
- 1989. Abandona (17a etapa)
- 1994. 99è de la classificació general

### Resultats a la Volta a Espanya
- 1986. 41è de la classificació general
- 1987. Abandona (17a etapa)
- 1988. 111è de la classificació general
- 1989. 138è de la classificació general
- 1990. 119è de la classificació general. Vencedor d'una etapa
- 1991. Abandona (17a etapa)
- 1992. 124è de la classificació general
- 1993. 111è de la classificació general
- 1995. 74è de la classificació general
- 1996. Abandona (16a etapa)

### Resultats al Giro d'Itàlia
- 1994. 87è de la classificació general
- 1995. 103è de la classificació general